# Lisa Daniels
Lisa Daniels ist eine US-amerikanische Agrarökonomin. Sie ist Professorin am Washington College.

## Leben
Daniels schloss ihren Bachelor of Business Administration an der West Chester University of Pennsylvania 1981 ab. Von 1982 bis 1985 war sie für das Peace Corps in Kamerun. Zwischen 1986 und 1988 arbeitete sie für USAID in Gambia und studierte daneben Agrarökonomie an der University of Wisconsin–Madison (M.S., 1988). Anschließend arbeitete sie in verschiedenen Projekten in mehreren afrikanischen und asiatischen Ländern. 1995 wurde sie an der Michigan State University mit einer Dissertation zu Kleinunternehmen in Simbabwe promoviert. Seit 1996 lehrt sie am Washington College.

## Arbeit
Daniels forscht zu Armut und Kleinunternehmen in Entwicklungsländern.